# Campeonato Neerlandés de Fútbol 1927-28
El Campeonato Neerlandés de Fútbol 1927/28 fue la 40.ª edición del campeonato de fútbol de los Países Bajos. Participaron 50 equipos divididos en cinco divisiones. El campeón nacional sería determinado por un grupo final formado con los ganadores de las divisiones de fútbol del este, norte, sur y dos del oeste. Feijenoord ganó el campeonato de este año.

## Nuevos participantes
Eerste Klasse Este:
- Promovido desde la 2ª división: AGOVV Apeldoorn

Eerste Klasse Norte:
- Promovido desde la 2ª división: MVV Alcides

Eerste Klasse Sur:
- Promovido desde la 2ª división: TSV LONGA

Eerste Klasse Oeste-I:
- Trasladados desde Oeste-II: HFC EDO, HBS Craeyenhout, FC Hilversum, VOC y UVV Utrecht

Eerste Klasse Oeste-II:
- Trasladados desde Oeste-I: Blauw-Wit Amsterdam, HVV 't Gooi, HVV Den Haag, Sparta Rotterdam y Stormvogels
- Promovido desde la 2ª división: ADO Den Haag

## Divisiones

### Eerste Klasse Este
| Pos | Equipo             | PJ | PG | PE | PP | GF | GC | Pts | DG  | Notas                                     |
| --- | ------------------ | -- | -- | -- | -- | -- | -- | --- | --- | ----------------------------------------- |
| 1   | ZAC                | 19 | 13 | 1  | 5  | 54 | 33 | 27  | +21 | Clasificado al grupo final por el título. |
| 2   | SC Enschede        | 19 | 12 | 1  | 6  | 64 | 38 | 25  | +26 |                                           |
| 3   | AGOVV Apeldoorn    | 18 | 11 | 1  | 6  | 56 | 30 | 23  | +26 |                                           |
| 4   | Enschedese Boys    | 18 | 9  | 1  | 8  | 44 | 49 | 19  | -5  |                                           |
| 5   | Heracles           | 18 | 8  | 1  | 9  | 52 | 42 | 17  | +10 |                                           |
| 6   | Go Ahead           | 18 | 8  | 1  | 9  | 34 | 48 | 17  | -14 |                                           |
| 7   | FC Wageningen      | 18 | 6  | 4  | 8  | 41 | 47 | 16  | -6  |                                           |
| 8   | Vitesse            | 18 | 7  | 2  | 9  | 35 | 45 | 16  | -10 |                                           |
| 9   | Robur et Velocitas | 18 | 6  | 1  | 11 | 44 | 70 | 13  | -36 |                                           |
| 10  | DOTO Deventer      | 18 | 4  | 1  | 13 | 28 | 50 | 9   | -22 | Descendido a la segunda división.         |

PJ = Partidos jugados; PG = Partidos ganados; PE = Partidos empatados; PP = Partidos perdidos; GF = Goles a favor; GC = Goles en contra; Pts = Puntos; DG = Diferencia de goles

### Eerste Klasse Norte
| Pos | Equipo          | PJ | PG | PE | PP | GF | GC | Pts | DG  | Notas                                     |
| --- | --------------- | -- | -- | -- | -- | -- | -- | --- | --- | ----------------------------------------- |
| 1   | Velocitas 1897  | 18 | 14 | 2  | 2  | 67 | 19 | 30  | +48 | Clasificado al grupo final por el título. |
| 2   | LVV Friesland   | 18 | 11 | 2  | 5  | 62 | 33 | 24  | +29 |                                           |
| 3   | VV Leeuwarden   | 18 | 8  | 3  | 7  | 47 | 42 | 19  | +5  |                                           |
| 4   | MVV Alcides     | 18 | 7  | 4  | 7  | 35 | 54 | 18  | -19 |                                           |
| 5   | Veendam         | 18 | 7  | 3  | 8  | 34 | 43 | 17  | -9  |                                           |
| 6   | Be Quick 1887   | 18 | 7  | 2  | 9  | 40 | 52 | 16  | -12 |                                           |
| 7   | Achilles 1894   | 18 | 6  | 3  | 9  | 51 | 45 | 15  | +6  |                                           |
| 8   | GVAV Rapiditas  | 18 | 6  | 3  | 9  | 36 | 43 | 15  | -7  |                                           |
| 9   | GVV Groningen   | 18 | 6  | 2  | 10 | 35 | 52 | 14  | -17 |                                           |
| 10  | LAC Frisia 1883 | 18 | 5  | 2  | 11 | 24 | 48 | 12  | -24 | Descendido a la segunda división.         |

PJ = Partidos jugados; PG = Partidos ganados; PE = Partidos empatados; PP = Partidos perdidos; GF = Goles a favor; GC = Goles en contra; Pts = Puntos; DG = Diferencia de goles

### Eerste Klasse Sur
| Pos | Equipo          | PJ | PG | PE | PP | GF | GC | Pts | DG  | Notas                                     |
| --- | --------------- | -- | -- | -- | -- | -- | -- | --- | --- | ----------------------------------------- |
| 1   | NOAD            | 18 | 13 | 2  | 3  | 49 | 22 | 28  | +27 | Clasificado al grupo final por el título. |
| 2   | NAC             | 18 | 12 | 2  | 4  | 50 | 30 | 26  | +20 |                                           |
| 3   | RKVV Wilhelmina | 18 | 11 | 4  | 3  | 36 | 26 | 26  | +10 |                                           |
| 4   | FC Eindhoven    | 18 | 7  | 5  | 6  | 41 | 29 | 19  | +12 |                                           |
| 5   | MVV Maastricht  | 18 | 7  | 4  | 7  | 33 | 29 | 18  | +4  |                                           |
| 6   | PSV Eindhoven   | 18 | 6  | 2  | 10 | 36 | 45 | 14  | -9  |                                           |
| 7   | Willem II       | 18 | 5  | 4  | 9  | 27 | 45 | 14  | -18 |                                           |
| 8   | LONGA           | 18 | 6  | 1  | 11 | 33 | 39 | 13  | -6  |                                           |
| 9   | RFC Roermond    | 18 | 5  | 1  | 12 | 27 | 43 | 11  | -16 |                                           |
| 10  | BVV Den Bosch   | 18 | 3  | 5  | 10 | 33 | 57 | 11  | -24 |                                           |

PJ = Partidos jugados; PG = Partidos ganados; PE = Partidos empatados; PP = Partidos perdidos; GF = Goles a favor; GC = Goles en contra; Pts = Puntos; DG = Diferencia de goles

### Eerste Klasse Oeste-I
| Pos | Equipo          | PJ | PG | PE | PP | GF | GC | Pts | DG  | Notas                                     |
| --- | --------------- | -- | -- | -- | -- | -- | -- | --- | --- | ----------------------------------------- |
| 1   | AFC Ajax        | 18 | 16 | 1  | 1  | 54 | 14 | 33  | +40 | Clasificado al grupo final por el título. |
| 2   | DFC             | 18 | 13 | 3  | 2  | 62 | 32 | 29  | +30 | [Oeste-II]                                |
| 3   | HFC EDO         | 18 | 10 | 3  | 5  | 45 | 30 | 23  | +15 | [Oeste-II]                                |
| 4   | SBV Excelsior   | 18 | 9  | 1  | 8  | 47 | 42 | 19  | +5  | [Oeste-II]                                |
| 5   | RCH             | 18 | 7  | 4  | 7  | 42 | 42 | 18  | 0   |                                           |
| 6   | FC Hilversum    | 18 | 7  | 2  | 9  | 39 | 41 | 16  | -2  |                                           |
| 7   | VUC             | 18 | 6  | 1  | 11 | 50 | 55 | 13  | -5  |                                           |
| 8   | HBS Craeyenhout | 18 | 6  | 0  | 12 | 56 | 59 | 12  | -3  | [Oeste-II]                                |
| 9   | UVV Utrecht     | 18 | 5  | 2  | 11 | 30 | 68 | 12  | -38 |                                           |
| 10  | VOC             | 18 | 2  | 1  | 15 | 30 | 72 | 5   | -42 | Descendido a la segunda división.         |

PJ = Partidos jugados; PG = Partidos ganados; PE = Partidos empatados; PP = Partidos perdidos; GF = Goles a favor; GC = Goles en contra; Pts = Puntos; DG = Diferencia de goles

[Oeste-II] Equipos trasladados a la división Oeste-II para la próxima temporada.

### Eerste Klasse Oeste-II
| Pos | Equipo              | PJ | PG | PE | PP | GF | GC | Pts | DG  | Notas                                     |
| --- | ------------------- | -- | -- | -- | -- | -- | -- | --- | --- | ----------------------------------------- |
| 1   | Feijenoord          | 18 | 13 | 3  | 2  | 55 | 20 | 29  | +35 | Clasificado al grupo final por el título. |
| 2   | Sparta Rotterdam    | 18 | 8  | 5  | 5  | 38 | 29 | 21  | +9  | [Oeste-I]                                 |
| 3   | Blauw-Wit Amsterdam | 18 | 8  | 3  | 7  | 35 | 35 | 19  | 0   |                                           |
| 4   | ADO Den Haag        | 18 | 7  | 4  | 7  | 46 | 49 | 18  | -3  | [Oeste-I]                                 |
| 5   | ZFC                 | 18 | 8  | 1  | 9  | 45 | 42 | 17  | +3  |                                           |
| 6   | Koninklijke HFC     | 18 | 6  | 5  | 7  | 31 | 34 | 17  | -3  | [Oeste-I]                                 |
| 7   | HVV 't Gooi         | 18 | 6  | 4  | 8  | 38 | 33 | 16  | +5  |                                           |
| 8   | HVV Den Haag        | 18 | 6  | 3  | 9  | 32 | 48 | 15  | -16 |                                           |
| 9   | Stormvogels         | 18 | 6  | 3  | 9  | 27 | 45 | 15  | -18 | [Oeste-I]                                 |
| 10  | De Spartaan         | 18 | 4  | 5  | 9  | 24 | 36 | 13  | -12 | Descendido a la segunda división.         |

PJ = Partidos jugados; PG = Partidos ganados; PE = Partidos empatados; PP = Partidos perdidos; GF = Goles a favor; GC = Goles en contra; Pts = Puntos; DG = Diferencia de goles
[Oeste-I] Equipos trasladados a la división Oeste-I para la próxima temporada.

### Grupo final por el título
| Pos | Equipo         | PJ | PG | PE | PP | GF | GC | Pts | DG  |
| --- | -------------- | -- | -- | -- | -- | -- | -- | --- | --- |
| 1   | Feijenoord     | 8  | 6  | 0  | 2  | 17 | 9  | 12  | +8  |
| 2   | AFC Ajax       | 8  | 4  | 2  | 2  | 18 | 9  | 10  | +9  |
| 3   | NOAD           | 8  | 3  | 2  | 3  | 15 | 15 | 8   | 0   |
| 4   | ZAC            | 8  | 3  | 2  | 3  | 20 | 21 | 8   | -1  |
| 5   | Velocitas 1897 | 8  | 1  | 0  | 7  | 9  | 25 | 2   | -16 |

PJ = Partidos jugados; PG = Partidos ganados; PE = Partidos empatados; PP = Partidos perdidos; GF = Goles a favor; GC = Goles en contra; Pts = Puntos; DG = Diferencia de goles
|                               |
| Campeón Feijenoord 2.° título |